# Lockheed Martin/Boeing F-22 Raptor
Lockheed Martin/Boeing F-22 Raptor („Dravec“) je americký stíhací letoun používající technologii stealth. Raptor byl vyvíjen především jako letoun pro získání vzdušné nadvlády, ale je schopen i protizemních útoků, elektronického boje a špionážních misí. USAF považuje F-22 Raptor za základní prvek své bojové síly. Jeho prodej mimo ozbrojené síly USA není dovolen, a to ani nejbližším spojencům.
Letoun vyvinula společnost Lockheed Martin, která vyrábí střední část letounu, zbraňové systémy a stará se i o kompletaci celého letounu. Partnerem při výrobě typu je Boeing Integrated Defense Systems (divize koncernu Boeing), který vyrábí křídla, ocasní část trupu, dodává avioniku a veškeré vybavení pro výcvik a údržbu letounů. Letoun prošel velice zdlouhavým vývojem, během kterého se měnilo jeho označení: nejprve YF-22, F-22 či F/A-22, až byl nakonec přijat do služby pod souč. názvem.
F-22 Raptor je považován za jeden z nejlepších letounů pro vybojování vzdušné převahy. Nicméně je doplňován levnějším a univerzálnějším víceúčelovým letadlem F-35.  Ruskou protiváhu F-22 má tvořit Suchoj Su-57.
Poslední F-22 sjel z montážní linky 13. prosince 2011, vyrobeno bylo 195 kusů. Nástupce letounu F-22 je vyvíjen v programu Next Generation Air Dominance (NGAD).

## Vývoj

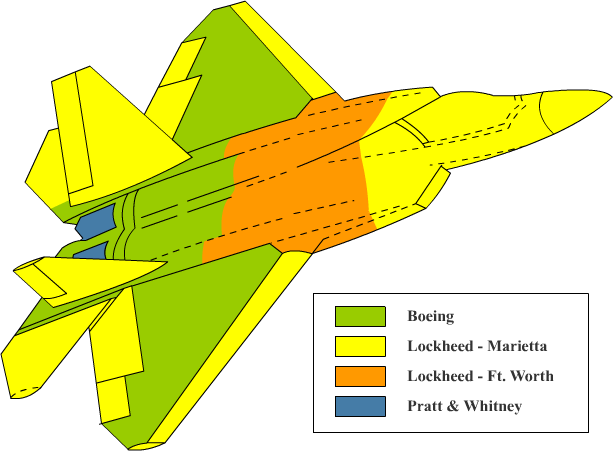
Schéma různých výrobců na F-22

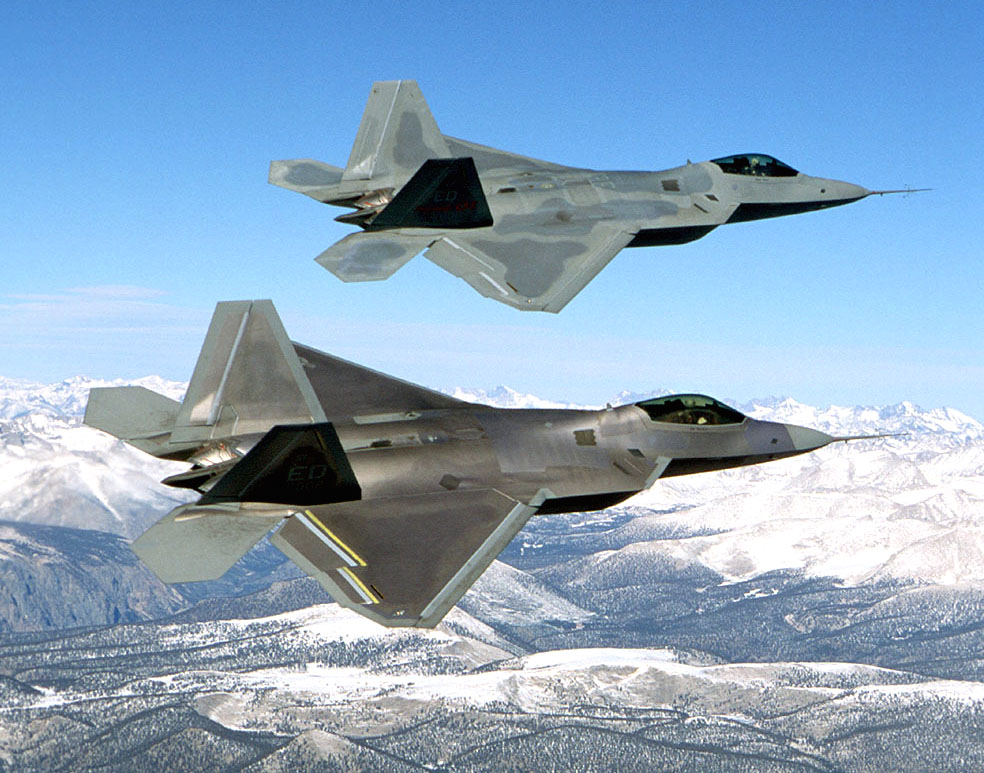
F-22 během zkušebních letů

V roce 1981 stanovilo americké letectvo požadavky pro vývoj nového stíhacího letounu určeného k získání a udržení vzdušné převahy se jménem Advanced Tactical Fighter (ATF). Nový typ měl ve službě nahradit letouny typu F-15. Tento bojový letoun nové generace měl být odpovědí na tehdy nové sovětské stíhací letouny jako Suchoj Su-27 a MiG-29 a být schopen bojovat i s jejich nástupci.
Nový stroj měl využívat řadu technologických novinek, například kompozitní materiály, pokročilý systém řízení fly-by-wire, výkonné motory, technologii stealth a výkonnou avioniku s radarem AESA. K základním požadavkům, které předložilo americké letectvo, na budoucí stíhačku patřily:
- Stealth (vlastnosti obtížné zjistitelnosti)
- Supercruise (schopnost dosažení nadzvukové cestovní rychlosti bez použití přídavného spalování)
- vysoká obratnost
- Bojový dolet 1200 - 1500 km
- Schopnost vzlétnout na drahách dlouhých 600 m
- Jednodušší obsluha než na F-15

V roce 1986 USAF vyzvalo letecké výrobce k podání nabídek. Své návrhy na konstrukci moderní stíhačky předložilo 7 amerických výrobců letadel. Velení amerického letectva však později rozhodlo, že každá firma má postavit 2 prototypy pro potřeby srovnávacích testů. Finanční náročnost takového projektu přinutila jednotlivé firmy, aby se spojily a náklady si rozdělily mezi sebe. Do čela soutěže se postupně dostaly 2 konkurenční skupiny firem, které byly v roce 1987 pověřeny zkonstruováním funkčních prototypů:
- První skupina pod vedením firmy Lockheed, se subdodavateli Boeing a General Dynamics, pracovala na prototypu, označeném YF-22
- Druhá skupina pod vedením firmy Northrop a subdodavatelem McDonnell Douglas vyvíjela prototyp, nazvaný YF-23.

V průběhu roku 1990 byly oba prototypy podrobeny sérii zkoušek a již následující rok byl 23. dubna 1991 vybrán vítěz soutěže, kterým se stal projekt skupiny Lockheed-Boeing-General Dynamics. F-22 absolvoval svůj první let 7. září 1997 a od ledna 2003 začaly dodávky prvních strojů pro USAF. Počátečních operačních schopností a do amerického letectva letadlo dosáhlo v roce 2005. Výroba pokračovala dalších sedm let a 2. května 2012 byl americkému letectvu dodán poslední sériový F-22 Raptor.
Počáteční požadavek představoval objednávku 750 letadel, primárně určených k vybojování vzdušné nadvlády. Avšak po ukončení studené války a škrtech v rozpočtu ministerstva obrany byl počet letounů snižován na 648 kusů, 438 kusů v roce 1994, 339 kusů v roce 1997, 277 kusů v roce 2003 a 183 plánovaných vyrobených kusů v roce 2004. Nakonec bylo vyrobeno jen 195 letounů F-22. Z tohoto počtu je 187 strojů schopných bojového nasazení a 8 kusů je testovacích. 9. července 2009 generál James Cartwright (místopředseda sboru náčelníků štábů) před senátním výborem pro ozbrojené síly Spojených států amerických přednesl důvody pro ukončení produkce F-22 s tím, že je třeba soustředit se na výrobu F-35. V roce 2011 byl vyroben 195. kus, který byl poslední. Celkové náklady na vývoj a pořízení stíhacích letounů páté generace byly v březnu 2012 vyčísleny na 66,7 miliardy amerických dolarů. Jednotkové náklady stíhačky F-22 Raptor tak činily asi 355 milionů amerických dolarů. V březnu 2012 GAO zvýšily celkové odhadované náklady 412 mil. dolarů za letadlo.
F-22 se tak stal jedním z nejdražších letounů v historii.

## Konstrukce

### Drak
F-22 je vyroben zejména z titanových slitin (39 %) a kompozitních materiálů (24 %). 16 % hmotnosti letadla tvoří hliníkové slitiny, 1 % termoplasty a 20 % jiné materiály. Kvůli snížení radarového odrazu byly použity materiály pohlcující radarové záření. Kromě těchto materiálů se k dosažení vlastností stealth podílí i speciální tvar draku stroje. Toto tvarování zajišťuje, že zpět k radaru se odrazí minimum vln dopadajících na povrch letadla. Životnost draku F-22 by měla být 8000 hodin.

### Kokpit

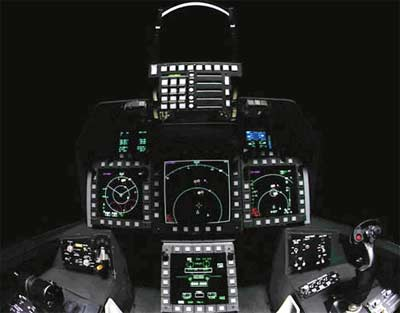
Kokpit letadla F-22

Kokpit je vybaven 6 víceúčelovými barevnými displeji, které jsou dobře čitelné i na přímém slunečním světle. Průhledový displej (HUD) od firmy BAE Systems poskytuje nejdůležitější informace o zbraních a okolních cílech. Součástí kokpitu je i videokamera, která zaznamenává údaje pro analýzu po skončení mise. Aby se minimalizoval reakční čas pilota při náročných bojových podmínkách, v kokpitu je využit koncept HOTAS (Hands-On-Throttle-And-Stick), tj. nejdůležitější ovládací prvky jsou umístěny na plynové a řídicí páce. Velkou slabinou kokpitu je absence senzorů, které by snímaly pohyby hlavy pilota. Po úspěšném integrovaní soustavy těchto senzorů by mohl pilot používat přilbový zaměřovač, který by mu umožnil i odpalování nejmodernějších raket tzv. "přes rameno".

### Avionika
Raptor je vybaven radarem AN / APG-77 typu AESA, schopný najít nepřátelské letouny na vzdálenost větší než 193 km. Radar má průměr 1 m a skládá se ze soustavy 1956 přijímacích a vysílacích modulů, schopných okamžitě pokrýt 120° horizontálně i vertikálně. Jen pro srovnání, radar F-15 potřebuje na stejné pokrytí 14 sekund. AN/APG-77 je schopen měnit frekvenci radarového paprsku více než 1000x za sekundu, takže dokáže získat cílové data a zároveň minimalizovat možnost, že bude radarový signál někým zachycen nebo sledovaný. Radar je spolehlivější, snadněji opravitelný a méně náročný na údržbu než jeho předchůdci ve starších bojových letadlech. Nové technologie použité v AN/APG-77 byly následně aplikovány i v radarech APG-80 (F-16E/F) a APG-81 (F-35). Radar byl původně konstruován pro mise typu vzduch-vzduch, ale po modernizaci Block 3.1 získal schopnost vyhledávat a identifikovat pozemní cíle a také schopnost vést elektronický boj.
AN/ALR-94 je pasivní radarový detektor od společnosti BAE Systems. Skládá se z více než 30 antén umístěných v křídlech a trupu letadla pro všestranné pokrytí. Jejich dosah je větší než dosah radaru AN/APG-77 a údajně překračuje 402 km. Tento obranný systém sleduje okolí a v závislosti na typu hrozby vyzve pilota na zahájení potřebného protiopatření (např. vystřelení světlic nebo hliníkových pásků).
AN/AAR-56 je varovný systém před letícími raketami skládající se ze 6 infračervených a několika ultrafialových senzorů. Tento systém vyvinul Lockheed Martin a chrání F-22 i před raketami typu vzduch-vzduch, i země-vzduch.

### Motor
F-22 je poháněn dvěma proudovými motory Pratt & Whitney F119-PW-100 s přídavným spalováním, z nichž každý poskytuje tah 156 kN. Díky těmto motorům je letadlo schopno letět rychlostí 1963 km/h bez použití přídavného spalování a s přídavným spalováním až 2 410 km/h. Motory mají měnitelný vektor tahu ve vertikální rovině, čímž se zvyšuje ovladatelnost a obratnost letadla. Trysky mohou měnit směr nahoru a dolů o 20°, což zlepšuje schopnost letadla zatáčet až o 50 %.

### Výzbroj

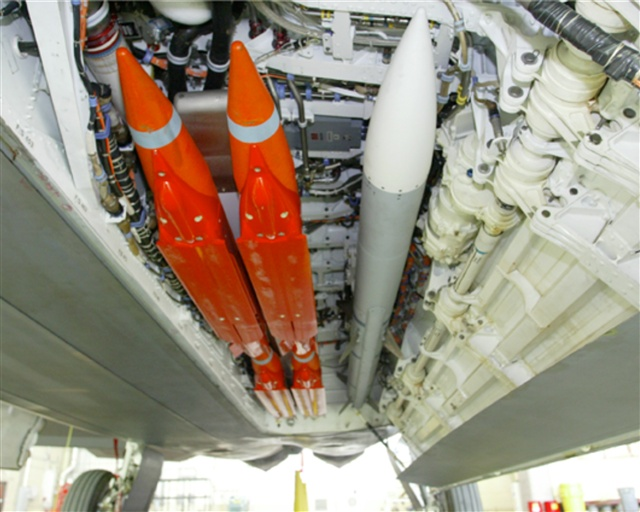
GBU-39B (vlevo) a AIM-120 (vpravo) zavěšené ve vnitřné šachtě

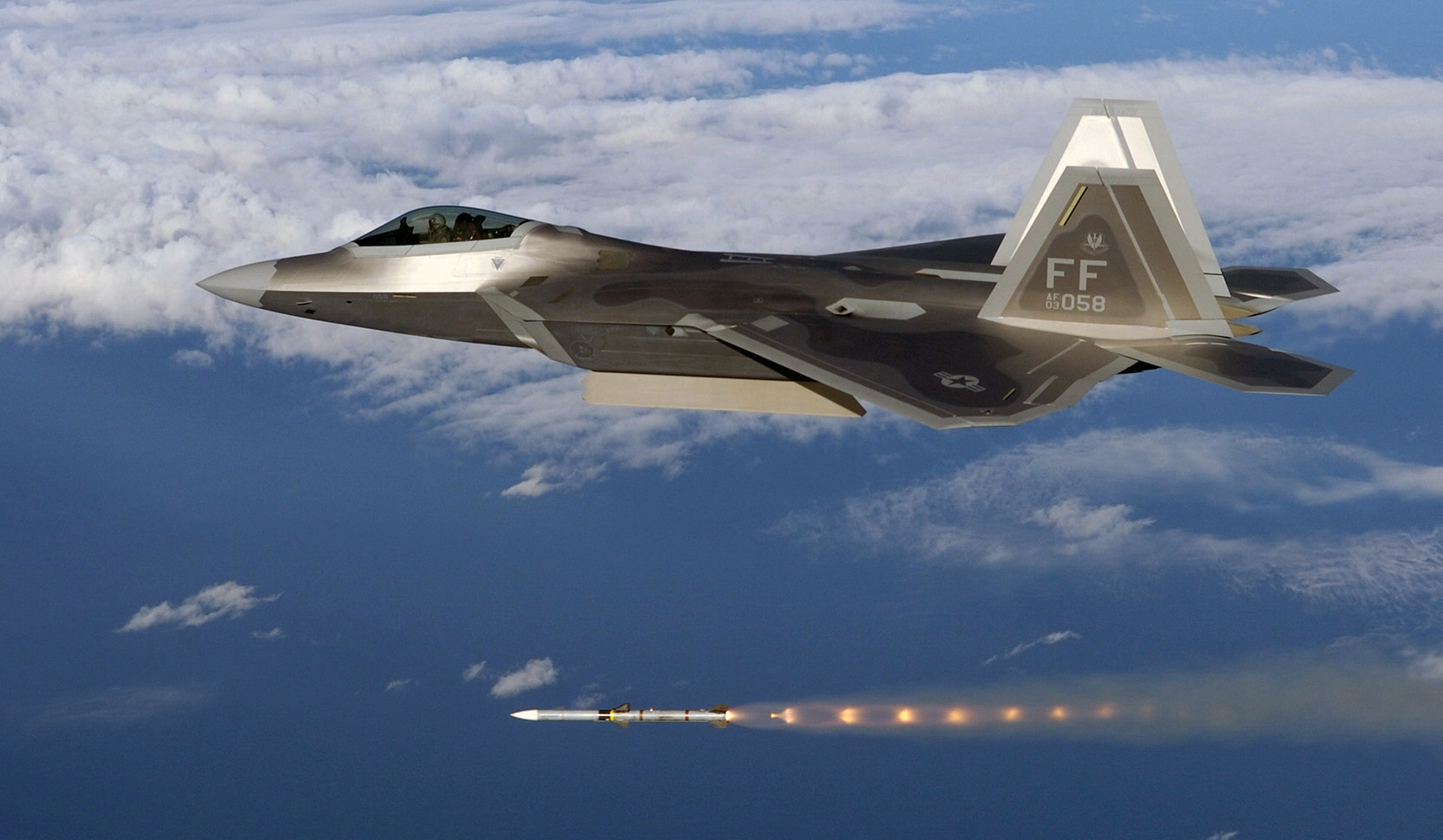
F-22 při odpalu rakety AIM-120 AMRAAM

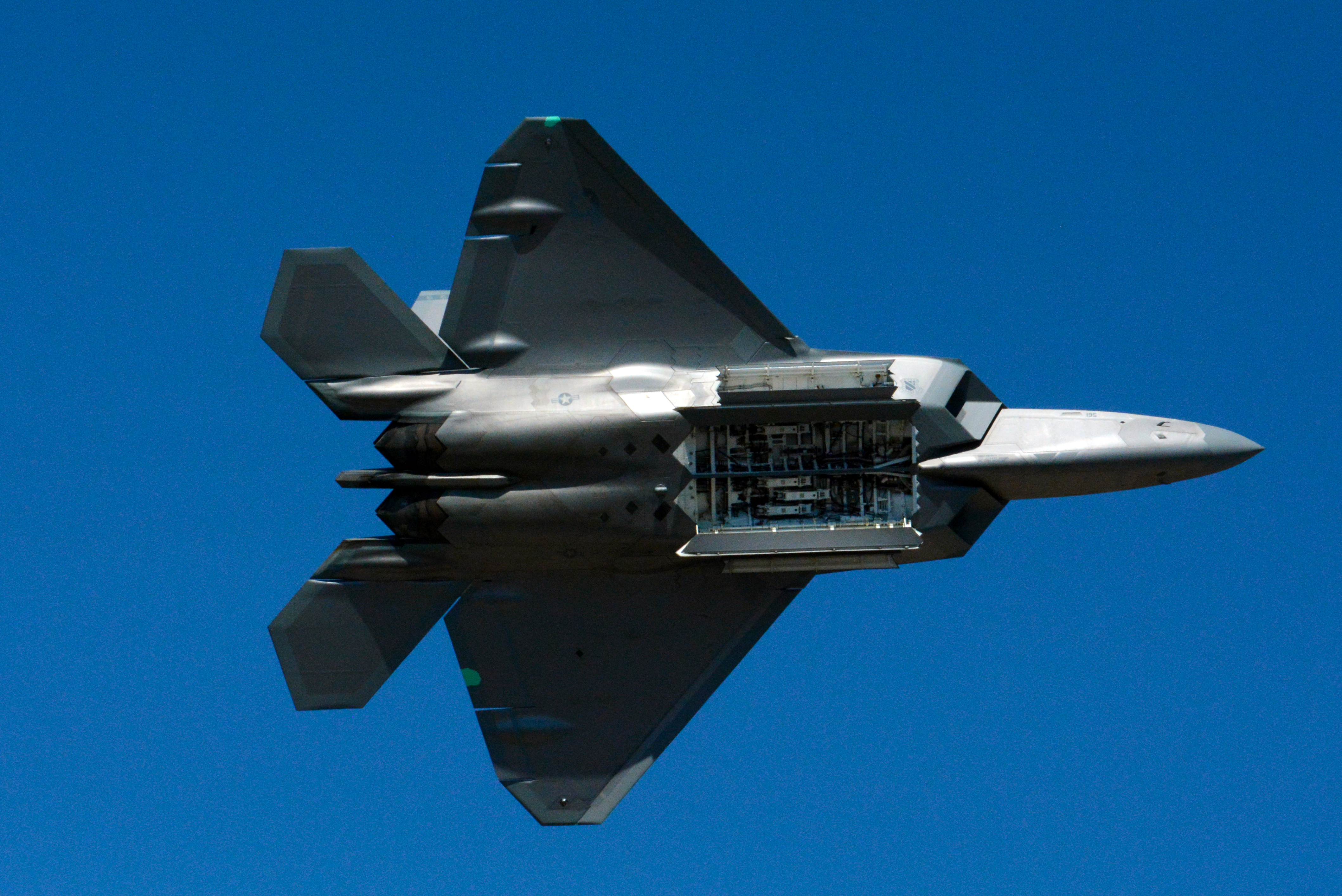
Otevřená pumovnice F-22

V stealth konfiguraci nese Raptor všechny zbraně ve 3 vnitřních šachtách. Největší šachta se nachází ve střední části trupu a mohou v ní být zavěšeny radarem naváděné rakety typu vzduch-vzduch AIM-120 AMRAAM. Kromě nich může F-22 nést uvnitř přesně naváděné bomby JDAM (Joint Direct Attack Munition) a GBU-39 SDB (Small Diameter Bomb). Napravo a nalevo od centrální šachty jsou 2 menší šachty a v každé z nich je umístěna tepelně naváděná raketa vzduch-vzduch AIM-9 Sidewinder. Typická výzbroj letounu F-22, vyslaného na vybojování vzdušné nadvlády, zahrnuje 6 raket dlouhého dosahu AIM-120 AMRAAM a 2 rakety krátkého dosahu AIM-9 Sidewinder. Na misi, zaměřenou na ničení pozemních cílů, jsou Raptor obvykle vybaveny 2 bombami JDAM nebo 8 menšími GBU-39. Pro svou vlastní ochranu před nepřátelským letectvem si nesou po dvou raketách AIM-120 AMRAAM a AIM-9 Sidewinder.
Křídla letadla jsou vybaveny 4 externími závěsy, na kterých může být připevněných až 8 raket AIM-120 AMRAAM. Tato konfigurace samozřejmě zvyšuje radarový odraz letadla a riziko dřívějšího odhalení nepřátelským radarem.
Z celkového počtu 183 letadel neprošlo 34 strojů nejnovější modernizací a v současnosti slouží pouze pro výcvik pilotů. Zbývajících 149 letadel má za sebou modernizaci Block 3.1, v rámci něhož byly integrovány pumy typu JDAM a SDB. V současnosti disponuje F-22 střelami typu vzduch-vzduch AIM-120C-7 a AIM-9M. Modernizace Block 3.2B, plánovaná na roky 2016 až 2020, přinese integraci vylepšených verzí AIM-120D a AIM-9X.
S integrací raket krátkého dosahu se začalo v květnu 2012, kdy došlo k prvnímu testovacímu výstřelu AIM-9X v podzvukové rychlosti. Odpal v nadzvukové rychlosti nenechal na sebe dlouho čekat a už 30. července 2012 byla další raketa vystřelena při rychlosti Mach 1,2. 26. února 2015 se uskutečnil sestřel dronu BQM-34 raketou AIM-9X. O dva měsíce později se konal další ostrý odpal této tepelně naváděné rakety a tentokrát byl zakončen úspěšným sestřelem dronu BQM-74.

## Služba

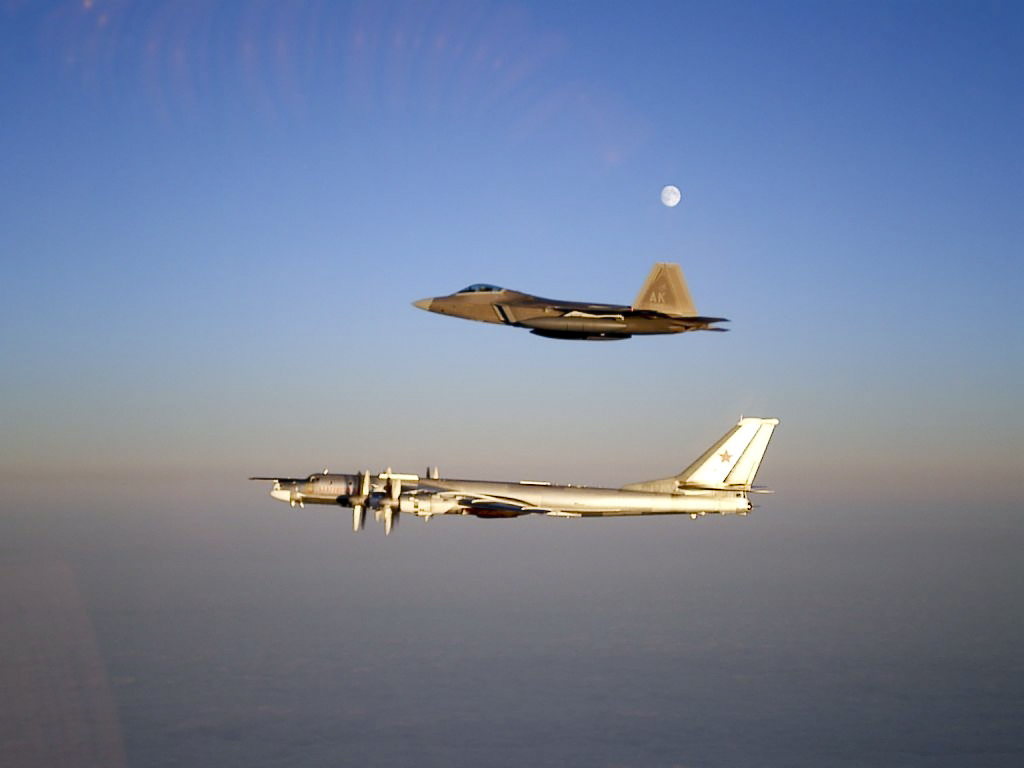
F-22 doprovází ruský Tupolev Tu-95 poblíž Aljašky.

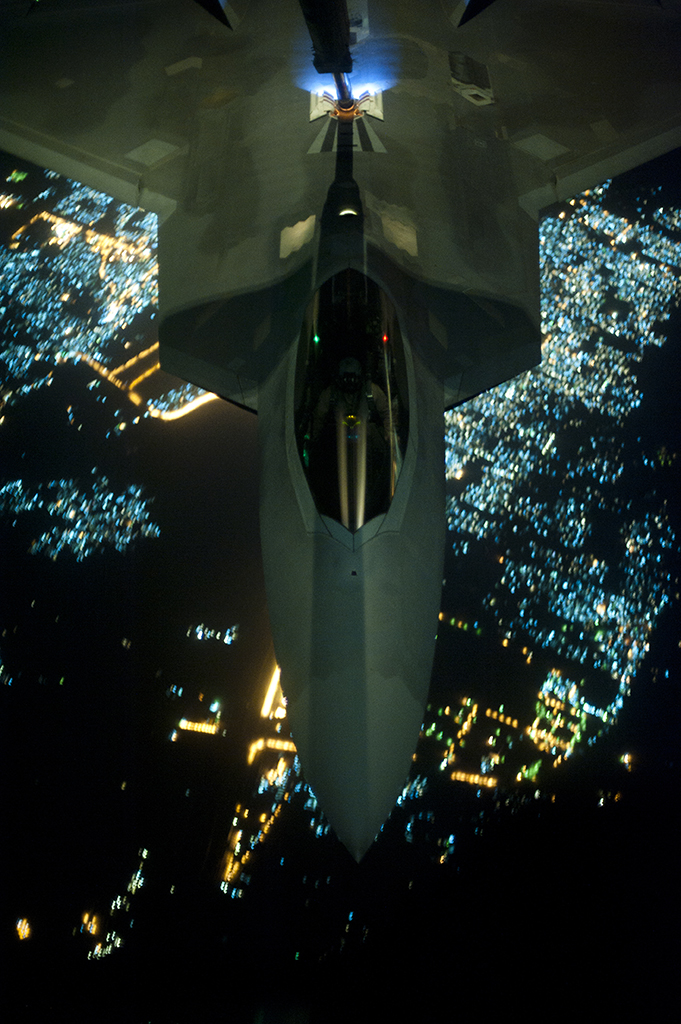
F-22 při tankování paliva za letu před misí v Sýrii, září 2014

Na své první bojové nasazení musel F-22 Raptor čekat celých 9 let od zavedení do amerického letectva během americké intervence v Sýrii. Ironií osudu bylo, že první misí této stealth stíhačky, určené hlavně na vybojování vzdušné nadvlády, se stalo bombardování pozic Islámského státu. Dne 23. září 2014 shodilo několik strojů F-22 pumy s GPS naváděním na předem určené pozemní cíle. Letadla F-22 byla součástí druhé fáze útoku, které se zúčastnily i stíhačky F-15E Strike Eagle, F-16 a bombardér B-1B Lancer. Tomuto leteckému bombardování předcházela první fáze útoku, která sestávala z odpálení 40 střel s plochou dráhou letu Tomahawk. Rakety byly vystřeleny z lodí USS Arleigh Burke a USS Philippine Sea. Od té doby se letouny F-22 zúčastnily podobných misí vícekrát, avšak jejich podíl činil do ledna 2015 pouze 3 % na celkovém americkém bombardování. Hlavním úkolem Raptorů se staly průzkumné mise, ke kterým je předurčují moderní senzory a avionika. Přesto za prvních 10 měsíců svého působení v Sýrii letouny F-22 uskutečnily 204 bojových letů, při nichž shodily 270 pum na 60 cílů.

## Nehody a incidenty
Dosud bylo zničeno pět letounů F-22 při haváriích:
- První F-22 se zřítil 20. prosince 2004 na nevadské Nellis Air Force Base, pilot se katapultoval.[21]
- Druhý stroj havaroval 25. března 2009 v kalifornské Mohavské poušti blízko Edwards Air Force Base. Při katastrofě zahynul pilot David Cooley.[22]
- Třetí stroj havaroval při nočním výcvikovém letu 16. listopadu 2010 ze základny JB Elmendorf-Richardson. Pilot, kapitán Jeffreye A. Haney při havárii zahynul.[23]
- Čtvrtý stroj havaroval 15. listopadu 2012 poblíž letecké základny Tyndall na Floridě. Pilot se stihl katapultovat.[24]
- K páté ztrátě letounu došlo 15. května 2020 poblíž Eglinovy letecké základny. Letoun patřil ke 43. peruti 325. stíhacího křídla, která v té době operovala na jiné základně kvůli následkům hurikánu Michael. K nehodě došlo krátce po vzletu. Pilot se úspěšně katapultoval. Nehoda byla způsobena kombinací více faktorů. Špatně provedenou údržbou. Při mytí letounu, které se má řídit předepsaným postupem, došlo k pochybení, díky němuž byl zakryt „beta port“ páskou proti vodě.  Údržba měla být provedena pod dohledem supervizora, ale ten nebyl stanoven, a tudíž nemohl prohlédnout letadlo po mytí. Systém řízení letu kvůli tomu získával špatná data. Další chybou, která vedla k nehodě, bylo ignorování signalizace, že něco není v pořádku se systémem letu při pohybu po letištní dráze. Pilot v tu chvíli mohl spoléhat na redundaci systémů letounů. A rozhodl se vzlétnout. V této souvislosti je potřeba dodat, že pouhých 15 dní před nehodou byly aktualizovány nouzové postupy, který v případě upozornění od systému řízení letu doporučovalo přerušit let. Pilot si před letem tyto nouzové postupy neaktualizoval. Úředník, který měl informaci o aktualizaci pilotům sdělit, ji předal v aplikaci Slack, kterou ale nemají piloti za povinnost používat.[25][26][27]

## Uživatelé
Vývoz letadla F-22 Raptor podléhá zákazu na základě federálního zákona H.AMDT.295, přijatého ještě v roce 1997. Zákon byl přijat kvůli ochraně stealth technologie a hi-tech vlastností integrovaných do této stíhačky, a proto je USA jediným uživatelem F-22 na světě. V roce 2009 vyzval americký Senát, aby začalo s vývojem exportní verze F-22, o kterou projevily zájem Japonsko, Izrael a Austrálie. V prosinci 2011 byl však vyroben 195. kus F-22 určený pro americké letectvo a výroba byla definitivně ukončena.
Na jaře roku 2022 podalo americké letectvo žádost na vyřazení 33 nejstarších letadel F-22, které se používají pro výcvik posádek na letecké základně Tyndall na Floridě.
 USA
- Americké letectvo mělo k září 2015 k dispozici 183 sériově vyrobených letadel.[33]

## Muzejní exponáty
- Letoun číslo S/N 91-4003, který byl určen pro testování, je součástí sbírek Národním muzeu Letectva Spojených států amerických od roku 2007. Letoun původně létal u 412. testovacího křídla. Je vystaven v barvách 1. stíhacího křídla.[34]
- V prosinci 2022 bylo oznámeno, že letoun s ocasním číslem S/N 91-4002 a přezdívkou Old Reliable se stane součástí sbírek muzea Hill Aerospace Museum. Vyřazený letoun sloužil u 325. stíhacího křídla.[35][36]

## Specifikace
Zdroje údajů: F-22 Raptor Team web site, Lockheed Martin.

### Technické údaje
- Posádka: 1
- Rozpětí: 13,56 m[39]
- Délka: 18,92 m[39]
- Výška: 5,08 m[39]
- Nosná plocha: 78,04 m²
- Hmotnost prázdného stroje: 19 700 kg
- Vzletová hmotnost: 29 300 kg
- Maximální vzletová hmotnost: 38 000 kg
- Pohonná jednotka: 2× dvouproudový motor Pratt & Whitney F119
  - Suchý tah: 104 kN každý
  - Tah s forsáží: nad 156 kN každý
- Zásoba paliva: 8 200 kg ve vnitřních nádržích, 11 900 kg s dvěma přídavnými nádržemi

### Výkony
- Maximální rychlost:
  - V letové hladině: 2 410 km/h
  - Supercruise: 1 960 km/h
- Dostup: >20 000 m
- Akční rádius: 852 km
- Maximální dolet: 3 220 km
- Přeletový dolet: 3 220 km
- Plošné zatížení: 375 kg/m²
- Poměr tah / hmotnost: 1,26 se vzletovou hmotností a 50% paliva

### Výzbroj
- v kořeni pravého křídla
  - pevný 1× 20mm kanón M61A2 Vulcan se zásobou 480 nábojů
- ve vnitřních šachtách:
  - rakety vzduch-vzduch:
    - 6× AIM-120 AMRAAM
    - 2× AIM-9 Sidewinder

  - pumy:
    - 2× 1 000 lb (450 kg) JDAM nebo
    - 8× 250 lb (110 kg) GBU-39
- na 4 vnějších závěsech:
  - rakety vzduch-vzduch:
    - 8× AIM-120 AMRAAM

  - jiné:
    - 2x přídavné palivové nádrže